# British Independent Film Awards 2004

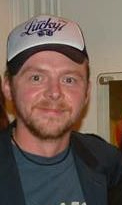
Simon Pegg im Oktober 2003

Die 7. Verleihung der British Independent Film Awards fand im Jahr 2004 im Hammersmith Palais in London (Hammersmith) statt. Sie wurde von Richard Jobson moderiert.
Erfolgreichster Film in diesem Jahr war Vera Drake von Regisseur Mike Leigh mit Imelda Staunton in der Hauptrolle. Der Film erhielt insgesamt sechs Auszeichnungen (Bester Film, Beste Regie, Beste Produktion, Bester Hauptdarsteller, Beste Hauptdarstellerin und Beste Nebenrolle) und ist damit der erfolgreichste Film der British Independent Film Awards (Stand 2007). Vera Drake erhielt noch eine weitere Nominierung für das beste Drehbuch, musste sich aber in dieser Kategorie der Horrorkomödie Shaun of the Dead von Regisseur und Drehbuchautor Simon Pegg geschlagen geben.
Der Preis für den besten ausländischen Independentfilm ging an den südkoreanischen Thriller Oldboy von Regisseur Park Chan-wook.

## Jury
- Anthony Minghella, Regisseur (Der englische Patient, Unterwegs nach Cold Mountain) als Vorsitzender
- Deborah Anne Dyer aka Skin, Sängerin von Skunk Anansie
- Stewart Till, Vorsitzender von United International Pictures
- Sam Taylor-Wood, Fotografin
- Christian Slater, Schauspieler (Interview mit einem Vampir)
- Lynne Ramsay, Regisseurin (Ratcatcher)
- Rosamund Pike, Schauspielerin (The Libertine)
- Laura De Casto, Direktorin von Tartan Films Distribution
- Mark Cousins, Autor Produzent und Regisseur
- Helena Bonham Carter, Schauspielerin (Fight Club, Planet der Affen (2001))
- Cate Blanchett, Schauspielerin (Babel, Elizabeth)
- Antonia Bird, Theater-, Film- und Fernsehregisseurin
- John Akomfrah, Regisseur
- David Aukin, Fernsehproduzent

## Nominierungen und Preise
| Preis                                               | Originalbezeichnung                                                             | Nominierungen | Preisträger                 |
| --------------------------------------------------- | ------------------------------------------------------------------------------- | --- | --------------------------- |
| Bester britischer Independentfilm                   | Best British Independent Film                                                   | - Blutrache – Dead Man’s Shoes - My Summer of Love - Shaun of the Dead - Touching the Void - Vera Drake | Vera Drake                  |
| Bester britischer Kurzfilm                          | Best British Short Film                                                         | - 6.6.04 - Brand Spanking - London Fields Are Blue - School of Life - Wespen (Wasp) | School of Life              |
| Bester ausländischer Independentfilm                | Best Foreign Independent Film                                                   | - Fahrenheit 9/11 - Hero (Ying Xiong) - Oldboy - Pieces of April – Ein Tag mit April Burns - The Motorcycle Diaries | Oldboy                      |
| Beste britische Dokumentation                       | Best British Documentary                                                        | - Aileen: Life and Death of a Serial Killer - Drowned Out - Peace One Day - Touching the Void - Trollywood | Touching the Void           |
| Bester Schauspieler                                 | Best Performance by an Actor in a British Independent Film                      | - Ian Hart in Blind Flight - Paddy Considine in Blutrache – Dead Man’s Shoes - Daniel Craig in Enduring Love - Geoffrey Rush in The Life and Death of Peter Sellers - Phil Davis in Vera Drake | Phil Davis                  |
| Beste Schauspielerin                                | Best Performance by an Actress in a British Independent Film                    | - Eva Birthistle in Ae Fond Kiss... - Scarlett Johansson in Das Mädchen mit dem Perlenohrring - Natalie Press in My Summer of Love - Anne Reid in The Mother - Imelda Staunton in Vera Drake | Imelda Staunton             |
| Bester Nebendarsteller oder beste Nebendarstellerin | Best Performance by a Supporting Actor or Actress in a British Independent Film | - Gary Stretch in Blutrache – Dead Man’s Shoes - Samantha Morton in Enduring Love - Romola Garai in Inside I'm Dancing - Paddy Considine in My Summer of Love - Eddie Marsan in Vera Drake | Eddie Marsan                |
| Beste Regie                                         | Best Director of a British Independent Film                                     | - Shane Meadows für Blutrache – Dead Man’s Shoes - Roger Michell für Enduring Love - Pawel Pawlikowski für My Summer of Love - Kevin Macdonald für Touching the Void - Mike Leigh für Vera Drake | Mike Leigh                  |
| Douglas Hickox Award                                | The Douglas Hickox Award                                                        | - Saul Dibb für Bullet Boy - Peter Webber für Das Mädchen mit dem Perlenohrring - John Crowley für Intermission - Emily Young für Kiss of Life - Matthew Vaughn für Layer Cake | John Crowley                |
| Bester Newcomer                                     | Most Promising Newcomer                                                         | - Atta Yaqub in Ae Fond Kiss... - Ashley Walters in Bullet Boy - Toby Kebbell in Blutrache – Dead Man’s Shoes - Emily Blunt in My Summer of Love - Nick Frost in Shaun of the Dead | Ashley Walters              |
| Bestes Drehbuch                                     | Best Screenplay                                                                 | - Paul Laverty für Ae Fond Kiss... - Shane Meadows für Blutrache – Dead Man’s Shoes - Paddy Considine für Blutrache – Dead Man’s Shoes - Simon Pegg für Shaun of the Dead - Edgar Wright für Shaun of the Dead - Christopher Markus für The Life and Death of Peter Sellers - Stephen McFeely für The Life and Death of Peter Sellers - Mike Leigh für Vera Drake | Simon Pegg und Edgar Wright |
| Beste Produktion                                    | Best Achievement In Production                                                  | - Bride and Prejudice - Code 46 - Blutrache – Dead Man’s Shoes - Das Mädchen mit dem Perlenohrring - Vera Drake | Vera Drake                  |
| Beste Technik                                       | Best Technical Achievement                                                      | - Eduardo Castro für Bride and Prejudice - Ralph Holes für Bride and Prejudice - Mark Tildesley für Code 46 - Lucas Roche für Blutrache – Dead Man’s Shoes - Chris Wyatt für Blutrache – Dead Man’s Shoes - Haris Zambarloukos für Enduring Love - Mike Eley für Touching the Void                                                                                | Mike Eley                   |
| The Raindance Award                                 | The Raindance Award                                                             | - Blinded - Chicken Tikka Masala - The Barn |                             |

Weitere Preise
- Spezialpreis der Jury: Norma Heyman
- The Variety Award: JK Rowling
- The Richard Harris Award: Bob Hoskins
- The Raindance Award: The Barn